# Crawlspace (2013)
Crawlspace (auch bekannt als The Attic) ist ein US-amerikanischer Horror-Thriller aus dem Jahr 2013 von Josh Stolberg.

## Handlung
Tim Gates zieht mit seiner Familie in ein neues Zuhause, das der Vorbesitzer zwangsräumen musste, nachdem er seiner Miete nicht nachkam. Was die neu eingezogene Familie noch nicht weiß – der Vormieter hat sich auf dem Dachboden verborgen und versucht von dort aus die Familie aus dem Haus mit allen Mitteln zu vertreiben.

## Kritik
„Uninspirierter Horrorthriller, der neben einigen blutigen Momenten in erster Linie mit der Planlosigkeit der Figuren Zeit schindet. Trotz der Konzentration auf den begrenzten Raum kommt so keine Spannung auf, umso mehr als weder der Angreifer noch potenziellen Opfer besonderes Profil erreichen.“